# Jelica Komnenović
Jelica Komnenović, född den 20 april 1960 i Foča i Jugoslavien nu Bosnien och Hercegovina, är en jugoslavisk basketspelare som var med och tog OS-brons 1980 i Moskva. Detta var andra gången damerna deltog vid de olympiska baskettävlingarna, tillika Jugoslaviens första medalj på damsidan.